# Lamekins
Lamekins (latín: Lammechinus, también Lammekinus rex et pagani de Curonia; letón: Lameķis o Lamiķis) fue un caudillo pagano de los curonios, y considerado rey de Curlandia en el siglo XIII que tras diversas ofensivas de los caballeros teutónicos en su plan de conquista, logró firmar un tratado de paz en 1230 y 1231. Pese a ser impuesto, le otorgaban «libertad eterna» y cierta autonomía, bajo el señorío del Papa. Los curonios del sur, sin embargo, siguieron siendo hostigados y en constante conflicto con los cruzados.